# عبدالکاظم
عبدالکاظم، روستایی در دهستان دهکده بخش مرکزی شهرستان حمیدیه در استان خوزستان ایران است.

## جمعیت
بر پایه سرشماری عمومی نفوس و مسکن در سال ۱۳۹۵، جمعیت این روستا برابر با ۶۴ نفر (۱۳ خانوار) بوده است.